# Jorge Anchén
Jorge Luis Anchén Cajiga (spanskt uttal: [ˈxorxe anˈtʃen]), född 17 augusti 1980 i Montevideo, är en uruguaynsk fotbollsspelare som spelar på positionerna högerback och högermittfältare. 

## Karriär
Han skrev på för AIK den 9 januari 2008, men detta offentliggjordes av AIK först den 10 januari. Han kom från den uruguayanska klubben Club Atlético Bella Vista. Han har spelat totalt 10 landskamper för Uruguay, varav 6 för A-landslaget. 1999 spelade deltog han i U20-VM och var med när landslaget nådde en fjärdeplats i turneringen.
Anchén var efter turneringen nära en övergång till tyska storklubben Werder Bremen, men klubbarna kunde inte komma överens ekonomiskt. Han har också varit nära spel i bland annat Kina.
Fredagen den 17 oktober 2008 kom uppgifter om att AIK väljer att inte utnyttja köpoptionen på Anchén, vilket innebär att uruguayanen inte kommer spela för klubben kommande säsong. Anchén är således Bosmanspelare från och med den 1 januari 2009, något som även bekräftas av spelarens rådgivare Terje Liveröd.
Han spelade under 2009 för San Martín de Tucumán i den argentinska högsta divisionen.